# Peplo
Peplo (em latim: peplum; em grego clássico: πέπλος; romaniz.: péplos) é uma túnica feminina da Grécia Antiga que usavam as mulheres antes do anos 500 a.C.